# Lothar Müthel
Lothar Müthel (18 de febrero de 1896 - 4 de septiembre de 1964) fue un actor y director teatral y cinematográfico alemán.

## Biografía
Su verdadero nombre era Lothar Max Lütcke, y nació en Berlín, Alemania. Una vez completados sus estudios en la Academia de Artes Dramáticas Ernst Busch, en Berlín, Müthel hizo sus primeros trabajos teatrales, obteniendo un primer compromiso para colaborar con el Deutsches Theater berlinés hasta el año 1917.
Al mismo tiempo desempeñó pequeños papeles cinematográficos, como fue el caso de su actuación en el corto de Paul von Woringen § 14 BGB en el año 1915. En El Golem, un film de horror de Carl Boese y Paul Wegener rodado en 1920, encarnó a Florian. Müthel actuó también en la cinta de Fritz Lang Der müde Tod (1921), y fue un monje en Fausto (1926). Müthel únicamente actuó en una película sonora, en la producción de 1931 de Gustav Ucicky Yorck, en la cual interpretaba el papel de Carl von Clausewitz.
En 1933 Müthel interpretó a Albert Leo Schlageter en la obra del mismo nombre de Hanns Johst, que se estrenó con motivo del cumpleaños de Hitler Desde mayo de 1933, Müthel fue miembro del Partido Nacionalsocialista Obrero Alemán.
El trabajo de Müthel se centró cada vez más en el teatro durante la época Nazi. Fue director en el Konzerthaus Berlin en los años 1930. Allí organizó en 1938 para el dramaturgo Nazi Eberhard Wolfgang Möller la representación de su obra Der Sturz des Ministers. Además, Müthel perteneció al consejo presidencial de la Reichstheaterkammer (Cámara Teatral del Reich). Entre 1939 y 1945 Müthel fue director del Burgtheater de Viena. Allí le dio una oportunidad al actor Oskar Werner, que entonces tenía dieciocho años de edad. En 1943, a petición del Gobernador del Reich y Gauleiter de Viena Baldur von Schirach, llevó a escena El mercader de Venecia, de William Shakespeare, con Werner Krauß en el papel del judío Shylock.
Finalizada la Segunda Guerra Mundial, Müthel fue en 1951 director interino del Städtische Bühnen de Fráncfort del Meno. Allí organizó, entre otras obras, la representación de Don Carlos, Fausto y Wallenstein. Desde 1955 a 1958 fue director en el Theater in der Josefstadt de Viena, llevando a escena la pieza de Henrik Ibsen Espectros, la de Federico García Lorca La casa de Bernarda Alba, la de Shakespeare Hamlet (con Oskar Werner), y la de Ibsen El pato silvestre.
Lothar Müthel estuvo casado con la cantante Marga Reuter. Tuvo una hija, Lola Müthel, que también fue actriz.
Lothar Müthel falleció en Fráncfort del Meno, Alemania, en el año 1964. Fue enterrado en el Cementerio central de Viena (33E-3-22), en una tumba honoraria.

## Filmografía
- 1915 : § 14 BGB
- 1919 : Der Galeerensträfling
- 1920 : Die Frau im Himmel
- 1920 : Der Richter von Zalamea
- 1920 : Die Tarantel
- 1920 : Die Nacht der Königin Isabeau
- 1920 : El Golem
- 1920 : Das Haupt des Juarez
- 1921 : Der müde Tod
- 1921 : Die Schuld des Grafen Weronski
- 1922 : Lucrezia Borgia
- 1922 : Der falsche Dimitry
- 1925 : Götz von Berlichingen zubenannt mit der eisernen Hand
- 1926 : Fausto
- 1931 : Yorck